# 鬼斧魔差
《鬼斧魔差》（英語：Hatchet）是一部2006年由亞當·格林编剧和导演的美国砍杀电影。影片有着群戲演员阵容，包括喬·大衛·摩爾、肯恩·哈德、迪翁·瑞奇蒙、塔瑪拉·費爾德曼、李察·瑞霍、瑪西蒂·麥娜伯、羅伯特·英格蘭和托尼·托德。故事讲述了一群游客在新奥尔良幽灵沼泽之旅中意外被困在荒野中，随后被一个复仇的超自然畸形人猎杀，他会杀死任何进入沼泽的人。电影的成功催生了包括三部续集在内的一系列电影。随后还出版了一系列漫畫雜誌。

## 剧情
桑普森和儿子安斯利在沼泽中猎捕鳄鱼。当安斯利在小便时，桑普森突然安静下来；安斯利发现桑普森已经死了，接着他自己也被一个看不见的生物杀死。
在新奥尔良的懺悔星期二庆祝活动中，本和好朋友马库斯等一群朋友决定去参加一次沼泽之旅。他们发现游览关闭了，因为导游“殭屍牧師”因疏忽而被起诉。殭屍牧師建议他们去街对面另一家由缺乏经验的导游肖恩经营的地方。本为自己和马库斯付了钱，肖恩带他们到旅游车上，其他游客还有明尼蘇達州的一对已婚夫妇吉姆和香农、两位模特米丝蒂、詹娜和她们的经纪人夏皮罗，以及脾气暴躁的玛丽贝思。
当他们的船在沼泽中航行时，一个隐士杰克·克拉克警告他们离开，但他们不理会警告。随着他们进一步冒险，船开始下沉，迫使他们弃船。吉姆随后被短吻鱷咬伤，玛丽贝思发现了一座废弃的小屋，她认出这是老克劳利的房子。玛丽贝思講述了畸形的维克托·克劳利和他的父親托马斯是如何住在這所房子裡，直到维克托意外死亡，當時房子由於青少年投擲爆竹而起火，托马斯在試圖將維克多從房子裡救出來時，不小心用斧頭砍中了维克托的頭部。托马斯最终去世后，据说维克托现在作为一个复仇的幽灵在沼泽中徘徊，杀死他遇到的所有人。玛丽贝思警告大家在沼泽中并不安全，但他们把她的故事当作城市传说而不理会。
当吉姆和香农接近房子时，维克托出现并杀死了他们，导致其他人逃跑。夏皮罗与队伍分开，被维克托杀死。剩下的幸存者决定回到房子里以便搜集武器。
在房子里，玛丽贝思和本发现了桑普森和安斯利的遗体。玛丽贝思透露他们是她的父亲和兄弟，她来到沼泽是为了寻找他们的遗体。维克托随后突袭了这群人，用砂光機伤了詹娜。肖恩试图用铲子攻击维克托以救詹娜，但被维克托夺去武器并用铲子斩首，然后维克托用铲子刺死了詹娜。
幸存者决定将维克托引回他的房子，并用棚子里的汽油罐将他点燃。当他们这样做时，米丝蒂失踪了；本随后发现她被肢解的尸体，当时维克托把她的残骸扔向他。他们将维克托引入房子，点燃油箱想将维克托烧死，但降雨熄灭了火焰。然后维克托杀死了马库斯，并追赶本和玛丽贝思，本的脚被维克托掷的杆子刺穿。玛丽贝思和本推动杆子，使得维克托在追赶他们时被杆子刺穿，似乎被杀死了。
用备用的小船离开沼泽时，玛丽贝思掉进水里，被海草缠住。她看到水面上的本的手，伸手去抓，结果却被维克托拉了出来，原来维克托用本的断臂引诱玛丽贝思。电影以维克托抓住玛丽贝思，而本在船上奄奄一息的场景结束。